# Dama del infierno
Dama del infierno (地獄の貴婦人 Jigoku no Kifujin?) es una película dramática y de acción japonesa de 1949 dirigida por Motoyoshi Oda y coescrita por Akira Kurosawa, con efectos especiales de Eiji Tsuburaya.

## Argumento
Han pasado tres años y medio desde los bombardeos atómicos de Hiroshima y Nagasaki, y Japón se enfrenta a una grave crisis económica debido a la inflación. En un esfuerzo por estabilizar la economía, las autoridades fiscales crean una brigada de «agentes de inteligencia» para investigar la evasión fiscal, una de las principales causas de la inestabilidad económica. La investigación se centra en Fujimura Sangyo, una empresa sospechosa de mantener registros financieros fraudulentos. A pesar de una inspección exhaustiva por parte de los agentes de inteligencia y la policía, los documentos incriminatorios siguen sin aparecer. Mientras tanto, el periodista Tachibana está decidido a descubrir la verdad y continúa investigando el caso.
Al mismo tiempo, el político Nango mantiene una relación sentimental con la excondesa Mibu, quien también se convierte en el objeto de interés de Fujimura. Mientras la corrupción política y el fraude corporativo se entrelazan, Tachibana descubre pruebas cruciales que vinculan a Nango y Fujimura Sangyo. Sin embargo, antes de poder revelar sus hallazgos, desaparece misteriosamente. Las autoridades intensifican la investigación, lo que conduce a un dramático enfrentamiento entre la policía, los T-men y los corruptos involucrados. Fujimura, desesperado por proteger su influencia, recurre a medidas extremas. En un enfrentamiento final en Atami, Fujimura encuentra su caída, lo que resuelve la enmarañada red de corrupción. Al concluir el caso, los T-men reflexionan sobre su misión y afirman: «El futuro es importante».

## Reparto
- Eitaro Ozawa como Fujimura[3]
- Michiyo Kogure como la Sra. Mibu[3]
- Akitake Kōno como Tachibana[3]
- Takashi Shimura como el jefe de policía[3]
- Minoru Takada como Doi[3]
- Shin Tokudaiji como Yoshioka[3]
- Ichiro Ryuzaki como Nango[3]
- Kinzō Shin como Kano[3]
- Yasuo Hisamatsu como Mihara[3]

## Producción
La película es una de las primeras del estudio Toho en utilizar fuertes efectos especiales; la tecnología se reutilizó para la película Godzilla de 1954. Además Akira Kurosawa y Motosada Nishiki fueron los encargados de escribir el guion.
El filme ha sido calificado como una «película de protesta» que «retrata una cornucopia de corrupción y denuncia cada ejemplo conocido de explotación de posguerra: mercado negro, políticos corruptos, periodistas chantajistas y una aristocracia en decadencia». Además está considerada como una de las películas más célebres de Oda.
La película se estrenó en Japón el 15 de marzo de 1949.